# Palais national de la culture
Le palais national de la culture (bulgare : Национален дворец на културата), aussi connu sous ses initiales NDK (bulgare : НДК), est un palais des congrès situé dans le centre de Sofia, la capitale de la Bulgarie. Inauguré en 1981 par le cas des 1300 ans de la naissance de l'État bulgare, il abrite quinze salles de spectacle et de conférence.

## Construction
Au milieu des années 1970, l'emplacement occupé aujourd'hui par le palais est une zone en friche où se dressent quelques immeubles en ruine. La décision d'y construire un espace culturel – on envisage tout d'abord un opéra – est prise en 1975. C'est en 1978 que le politburo du PCB donne le feu vert pour la construction d'un palais des congrès. Les travaux, qui commencent le 25 mai 1978, nécessitent l'excavation de 1,7 million de tonnes de terre, ainsi que l'utilisation de 335 000 m3 de béton et de 10 000 tonnes de métal – autant que pour la tour Eiffel. L'inauguration a lieu en mars 1981, à l'occasion du 1300e anniversaire de la fondation de la Bulgarie, mais les travaux ne s'achèvent que le 20 octobre 1981. Le palais est alors nommé en l'honneur de Lioudmila Jivkova, fille du leader communiste bulgare Todor Jivkov et ancienne ministre, décédée quelques mois plus tôt.

## Description
Le NDK est situé sur un vaste espace dégagé long d'environ 700 m et large d'environ 200 m, délimité à l'ouest par le boulevard Vitocha, la principale artère commerçante de Sofia. Le bâtiment est une structure octogonale sur huit niveaux d'une hauteur de 51 m, auxquels s'ajoutent trois niveaux souterrains. D'une superficie totale de 123 000 m2, il abrite quinze salles dont la capacité varie entre 100 et 4 000 places.
Plus grand palais des congrès d'Europe du sud-ouest, le NDK a remporté en 2005 le prix APEX de l'association internationale des centres de convention. Il accueille des manifestations régulières, des colloques internationaux et des artistes de toutes origines. James Brown, Bob Dylan ou encore Joe Cocker s'y sont notamment produits.

## Station de métro
Inaugurée en 2012, la station du métro de Sofia NDK est une station souterraine située sous l'esplanade du palais. Elle est située sur la ligne 2, entre les stations Serdika et Union Européenne.